# Pseudoboodon lemniscatus
Espèce
Synonymes
- Boaedon lemniscatum
Duméril, Bibron & Duméril, 1854
- Lamprophis rogeri Mocquard, 1904
- Pseudoboodon erlangeri Werner, 1923

Pseudoboodon lemniscatus est une espèce de serpents de la famille des Lamprophiidae. 

## Répartition
Cette espèce se rencontre en Éthiopie et en Érythrée.

## Publication originale
- Duméril, Bibron & Duméril, 1854 : Erpétologie générale ou histoire naturelle complète des reptiles. Tome septième. Première partie, p. 1-780 (texte intégral).